# Sinfonía n.º 9 (Schubert)

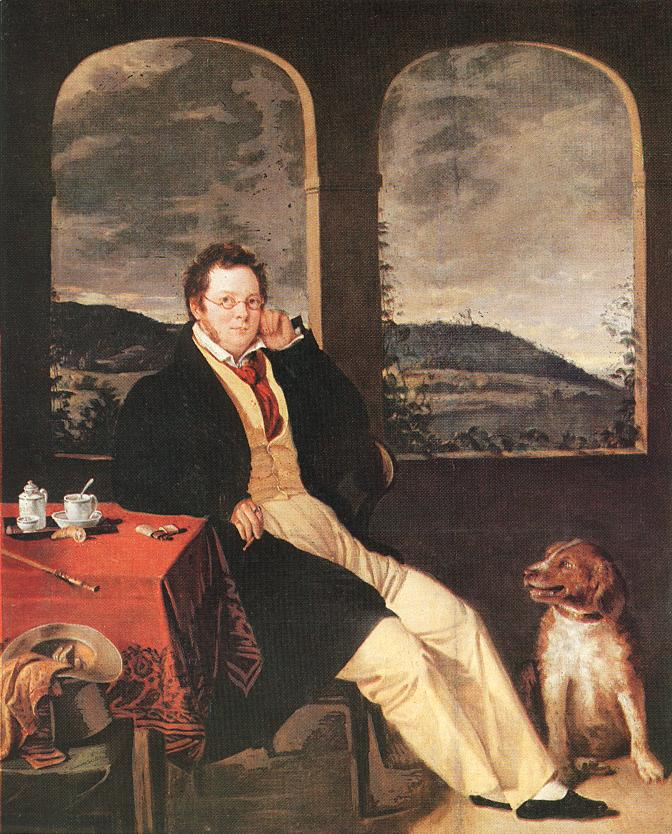
Schubert en 1827, retratado por Gábor Melegh.

La Sinfonía n.º 9 en do mayor, D. 944, también conocida como Gran sinfonía en do mayor o en alemán "Grosse Sinfonie in C-Dur", fue compuesta por Franz Schubert entre 1825 y 1826. Se trata de la última de sus nueve sinfonías.

## Historia

### Composición
Tras componer seis sinfonías completas entre 1813 y 1818 a la manera de Haydn y Mozart, Schubert sólo completó una más en la década restante de su breve vida. La composición de esta obra se desarrolló entre 1825 y 1826 y en su mayor parte fue escrita en 1825 durante el retiro veraniego en Gmunden y más tarde en Bad Gastein. Para la primavera o el verano de 1826 la obra estaba terminada. Esta era la obra a la que el maestro austriaco se refería en una carta de marzo de 1824 cuando decía que se estaba preparando para escribir "una gran sinfonía" originalmente catalogada como Sinfonía Gmunden-Gastein, D. 849, en el Catálogo de Deutsch.
Durante mucho tiempo se creyó que esta sinfonía era una obra del último año de vida de Schubert, 1828. Es cierto que en sus últimos meses de su vida empezó a esbozar una sinfonía, pero se trataba de la pieza en re mayor hoy aceptada como Sinfonía n.º 10, que ha sido completada para su interpretación por Brian Newbould. El compositor fechó una copia de la partitura en "marzo de 1828", pero en realidad se trata de la n.º 9, a pesar de que un ejército de eruditos la etiquetó como n.º 7, 8 e incluso 10.
Acerca de su numeración existe cierta controversia, ya que en los países de habla germánica se suele numerar como Sinfonía n.º 7, algunas versiones del catálogo de Otto Erich Deutsch la listan como la n.º 8, y en los países de habla inglesa se suele usar el n.º 9. Además, para distinguirla de la Sinfonía n.º 6, también escrita en do mayor, se le agrega el apodo de grande, y a aquella, el de pequeña. 
En 1818 los vieneses habían encasillado a Schubert como compositor vocal y la etiqueta se mantuvo. Sus obras para teclado, cámara y orquesta apenas eran conocidas a pesar de su excelencia.

### Estreno, primeras interpretaciones y publicación

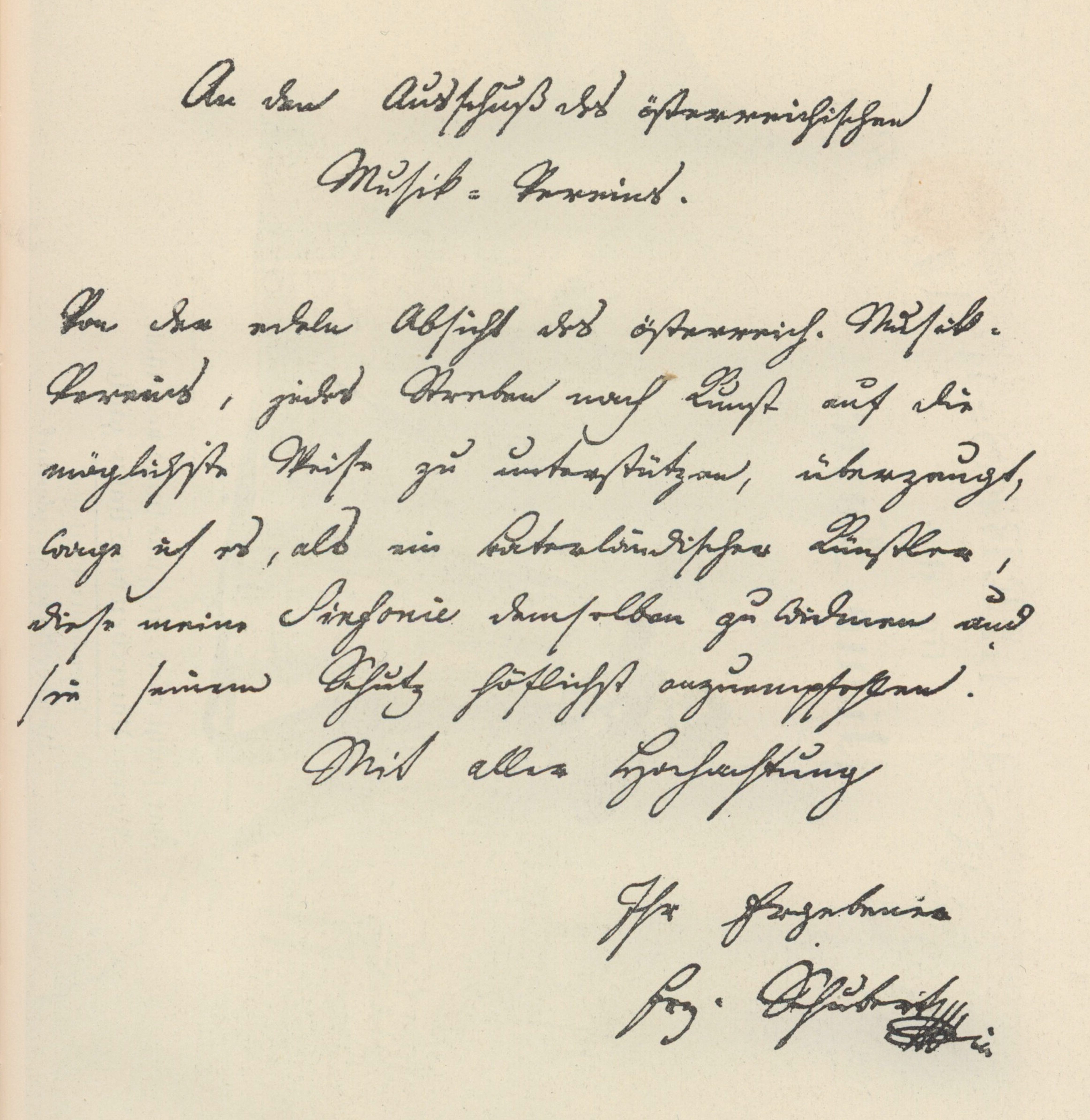
Carta de Schubert a la Gesellschaft der Musikfreunde sobre esta sinfonía.

En octubre de 1826 Schubert, que no podía costear una representación, envió la partitura a la Gesellschaft der Musikfreunde (Sociedad de Amigos de la Música) de Viena junto con una carta que contenía una dedicatoria. 

«An den Ausschuß des österreichischen Musik-Vereins.

Von der edlen Absicht des österreich. Musik-Vereins, jedes Streben nach Kunst auf die möglichste Weise zu unterstützen, überzeugt, wage ich es, als ein vaterländischer Künstler, diese meine Sinfonie demselben zu widmen und sie seinem Schutz höflichst anzuempfeh-len.

Mit aller Hochachtung.»
«Al Comité de la Sociedad Austriaca de Música.

Convencido de la noble intención de la Sociedad Austriaca de Música de apoyar de la mejor manera posible todos los esfuerzos por el arte, me atrevo, como artista patriótico, a dedicarles esta sinfonía mía y a recomendarla cortésmente a su protección.

Con todos los debidos respetos.»

En respuesta, la sociedad le hizo un pequeño pago y encargó una copia de las partes orquestales. En algún momento de la segunda mitad de 1827 estrenaron la obra de forma no oficial pero se desconocen la fecha exacta y el director. Acabaron dejando de lado la obra por las constantes quejas de los músicos ante la longitud y dificultad de la partitura difícil para una orquesta de aficionados del conservatorio.
Tras este intento fallido con la Gesellschaft der Musikfreunde, el compositor se quedó sin conseguir estrenarla de manera oficial en vida. Su hermano mayor, Ferdinand, atesoró la partitura autógrafa de la sinfonía. Entre finales de 1838 y principios de 1839 Robert Schumann visitó en Viena tanto la tumba de Schubert como a su hermano. Ferdinand Schubert le mostró la partitura manuscrita, de la cual se llevó una copia a Leipzig y gracias a su iniciativa fue posible el estreno. El estreno finalmente se celebró en la Gewandhaus de Leipzig con la Orquesta de la Gewandhaus bajo la dirección de Felix Mendelssohn el 21 de marzo de 1839, once años después de la muerte del compositor.
Las orquestas de Viena y París por su parte se negaron rotundamente a tocarla. Los músicos londinenses se rieron burlonamente durante los ensayos de 1844, cuando Mendelssohn intentó sin éxito interpretarla allí como lo había hecho en Leipzig ("con cortes", importantes). Los intérpretes de la sección de cuerdas, en particular, odiaban tocar sus interminables patrones repetitivos: sus brazos de arco anteriores a Wagner y Bruckner no estaban preparados para las "longitudes celestiales" de Schubert. Si se tienen en cuenta todas las repeticiones, la obra dura más de una hora, sin apenas descanso. Tres de los cuatro movimientos emplean la forma sonata: el primero, el Finale y las secciones de canto en un Scherzo ABA. Sólo el movimiento lento está escrito en forma de canción expandida (ABABA).
La sinfonía fue interpretada en varias ocasiones y no tardó en ser acogida por otras orquestas. En concreto, la Filarmónica de Viena interpretó a finales de 1839 los dos primeros movimientos, insertando entre los mismos un aria de Lucia di Lammermoor de Gaetano Donizetti, seguramente por sus amplias dimensiones.
La primera edición de las partes de la sinfonía fue llevada a cabo por la editorial Breitkopf & Härtel en 1840 en Leipzig. La partitura completa se editó en 1850 o antes en Hofmeister's Monatsbericht (1850, p. 38).

## Instrumentación
La partitura está escrita para una orquesta formada por:
- Viento madera: 2 flautas, 2 oboes, 2 clarinetes, 2 fagotes.
- Viento metal: 2 trompas, 2 trompetas, 2 trombones.
- Percusión: timbales.
- Cuerda: sección de cuerdas con violines I y II, violas, violonchelos y contrabajos.

## Estructura y análisis
La sinfonía consta de cuatro movimientos:
- I. Andante – Allegro ma non troppo, en do mayor 2
2
- II. Andante con moto, en la menor 2
4
- III. Scherzo. Allegro vivace, en do mayor – Trio, en la mayor 3
4
- IV. Finale. Allegro vivace, en do mayor 2
4

La interpretación de esta obra dura aproximadamente entre 50 y 60 minutos. Estilísticamente, la obra tiene ecos tanto de su propia producción (Sinfonías n.º 6, 7, 8, Octeto en fa mayor y Sonata en do mayor para piano a cuatro manos) como de otros compositores (de Don Giovanni de Mozart y de la Oda a la Alegría de Beethoven en el Finale). En cuanto a su carácter hay, por un lado, la presencia de temas alegres y de la música popular vienesa, sobre todo en el Scherzo y en el Finale, aunque la partitura es fundamentalmente instrumental. Para lograrlo utiliza una orquestación con maderas a dos, dos trompas, dos trompetas, tres trombones, timbales y cuerda.

### I.Andante – Allegro ma non troppo
El primer movimiento, Andante – Allegro ma non troppo, está escrito en la tonalidad de do mayor, en compás alla breve. Se inicia con una extensa introducción, marcada Andante, que cuenta con su propia exposición, desarrollo y recapitulación en miniatura. Un tema de trompa suave pero con acentos en la introducción lenta presagia otros temas que vendrán en la exposición de forma modificada como tema secundario; reaparecerá triunfante en una larga coda. El cuerpo principal del movimiento, marcado "no demasiado rápido", es rítmicamente tan potente e implacable que un tempo Allegro no modificado habría corrido el riesgo de destruirlo (y destruirnos). El resto del movimiento sigue una forma sonata con dos periodos para cada tema y varios temas de transición y material adicional. El tema de apertura de la introducción se repite en la coda (c. 570) antes de las cadencias finales.

### II.Andante con moto
El segundo movimiento, Andante con moto, está en la menor y en compás de 2/4. Presenta una forma sonata modificada sin sección de desarrollo, que sigue el esquema ABAB. Se caracteriza por los ritmos con puntillo, cuya calificación "con moto" evita que se alargue o suene sentimentalmente afligido. La posterior transición al modo mayor es impresionante y su calmada escritura para las trompas resulta mágica. Termina, como empezó, en la menor.

### III.Scherzo. Allegro vivace
El tercer movimiento, Scherzo. Allegro vivace – Trio. Più lento, está en do mayor que en el trío pasa a la mayor y el compás es 3/4. Estructuralmente es un Scherzo con trío que se organiza como una forma sonata, siguiendo el patrón ABABA. Las partes de la canción del scherzo presentan una exposición-desarrollo-repetición en miniatura al estilo de Beethoven, llena de melodías de danza. La tónica cede el paso a la mayor en el trío, con una melodía más amplia para los vientos, antes de que se repita la canción-sonata.

### IV.Finale. Allegro vivace
El cuarto y último movimiento, Allegro vivace, retoma la tonalidad inicial y el compás es 2/4. Se trata de una forma sonata extendida. Sólo en los temas principales hay nada menos que seis elementos temáticos. El Finale comienza con un agitado tema en ritmo de tresillos que lucha tenazmente contra la resolución. Conforme a Roger Dettmer, es la trampa compositiva más grandiosa y famosa de toda la música. El compositor debe detenerse antes de poder introducir un nuevo tema en clarinetes y trompas. El desarrollo se centra en los elementos temáticos tercero y sexto. Hay un amplio uso del ostinato en el acompañamiento de dos de los elementos temáticos. La recapitulación es inusual ya que comienza en mi bemol mayor, modula a fa mayor y luego a la tónica, en lugar de estar todo en la tónica como cabría esperar. El desarrollo y la recapitulación se suceden a una escala titánica, coronada por una coda del mismo tipo. El movimiento cuenta en total con poco menos de 1.200 compases. A mitad del movimiento, Schubert rinde homenaje a Beethoven citando el Finale de su Novena Sinfonía.

## Recepción de la obra
Tras el estreno oficial en Leipzig, Robert Schumann escribió un artículo para la revista Neue Zeitschrift für Musik sobre el acontecimiento. Dicho artículo contenía una frase destinada a hacerse famosa que elogiaba la sinfonía por su "celestial longitud":

«la celestial longitud de la sinfonía, como una gruesa novela en cuatro volúmenes, quizás de Jean Paul, que tampoco quería terminar nunca, y por la mejor de las razones: para permitir al lector seguir creando por sí mismo (...) Al principio, podemos sentirnos un poco incómodos por (...) la fascinante variedad del sentimiento vital (...) pero al final queda una impresión deliciosa. Sentimos que el compositor es el maestro de su relato y que, con el tiempo, sus conexiones se harán evidentes (...) No nos complacería, ni a nosotros ni a otros, analizar los movimientos por separado; porque para dar una idea del carácter novelesco que impregna toda la sinfonía, habría que reproducirla entera.»

## Discografía selecta[14]
- 1933-35 – Adrian Boult, Orquesta Sinfónica de la BBC (BBC).
- 1942 – Wilhelm Furtwängler, Orquesta Filarmónica de Berlín (DG 447 439-2).
- 1945 – Hermann Abendroth, Orquesta de la Gewandhaus de Leipzig (Berlin Classics BC 2051-2).
- 1960 – Herbert von Karajan, Orquesta Filarmónica de Berlín (DG 139 043).
- 1961 – Wolfgang Sawallisch, Orquesta Filarmónica de Viena.
- 1967 – Leonard Bernstein, Orquesta Filarmónica de Nueva York (Sony "Bernstein Edition" SMK 61842).
- 1969 – Adrian Boult, Royal Philharmonic Orchestra (BBC Legends BBCL 4072-2).
- 1979 – Karl Böhm, Orquesta Estatal Sajona de Dresde (DG "Galerie" 419 484-2).
- 1992 – Nikolaus Harnoncourt, Orquesta Real del Concertgebouw (Teldec 4509-91184-2).
- 1994 – Sergiu Celibidache, Orquesta Filarmónica de Múnich (EMI 7243 5 56527 2 0).
- 1995 – Günter Wand, Orquesta Filarmónica de Berlín (RCA 09026 68314-2).
- 1998 – John Eliot Gardiner, Orquesta Filarmónica de Viena (DG 457 648-2).
- 1997-98 – Alain Lombard, Orquesta de la Suisse italienne (Forlane 416 804).